# Pottiaceae
Pottiaceae (Sin. Pottiinae Müll. Hal., 1849), porodica pravih mahovina u redu Pottiales. Sastoji se od prko 1 300 vrsta u 89 rodova.

## Rodovi
- Barbuloideae (Herzog) Hilpert

1. Anoectangium Schwägr.
2. Barbula Hedw.
3. Bellibarbula P.C. Chen
4. Bryoerythrophyllum P.C. Chen
5. Didymodon Hedw.
6. Gymnostomum Nees & Hornsch.
7. Gyroweisia Schimp.
8. Hymenostylium Brid.
9. Hyophila Brid.
10. Hyophiladelphus (Müll. Hal.) R.H. Zander
11. Leptodontium (Müll. Hal.) Hampe ex Lindb.
12. Molendoa Lindb.
13. Plaubelia Brid.
14. Pseudocrossidium R.S. Williams
15. Rhexophyllum Herzog
16. Triquetrella Müll. Hal.

- Merceyoideae Brotherus

1. Scopelophila (Mitt.) Lindb.

- Pottioideae Broth.

1. Acaulon Müll. Hal.
2. Aloina Kindb.
3. Chenia R.H. Zander
4. Crossidium Jur.
5. Crumia W.B. Schofield
6. Globulinella Steere
7. Gymnostomiella M. Fleisch.
8. Hennediella Paris
9. Hilpertia R.H. Zander
10. Luisierella Thér. & P. de la Varde
11. Microbryum Schimp.
12. Pterygoneurum Jur.
13. Stegonia Venturi
14. Syntrichia Brid.
15. Tortula Hedw.

- Timmielloideae

1. Timmiella (De Not.) Limpr.

- Trichostomoideae

1. Aschisma Lindb.
2. Eucladium Bruch & Schimp.
3. Pleurochaete Lindb.
4. Tortella (Müll. Hal.) Limpr.
5. Trichostomum Bruch
6. Tuerckheimia Broth.
7. Weissia Hedw.

......
1. Acaulonopsis R.H. Zander & Hedd.
2. Aithobryum R.H. Zander
3. Algaria Hedd. & R.H. Zander
4. Aloinella Cardot
5. Anacalypta Röhl. ex Léman
6. Andina J.A. Jiménez & M.J. Cano
7. Ardeuma R.H. Zander & Hedd.
8. Arvildia Ignatov
9. Astomum Hampe
10. Barnesia Cardot
11. Beccaria Müll. Hal.
12. Beckettia Müll. Hal.
13. Bryella Berk.
14. Bryoceuthospora H.A. Crum & L.E. Anderson
15. Bulbibarbula (Müll. Hal.) R.H. Zander
16. Calymperastrum I.G. Stone
17. Calyptopogon (Mitt.) Broth.
18. Chionoloma Dixon
19. Cinclidotus P. Beauv.
20. Cycnea Berk.
21. Dactylhymenium Cardot
22. Dendia R. Br. bis
23. Dermatodon Huebener
24. Desmatodon Brid.
25. Dialytrichia (Schimp.) Limpr.
26. Dolotortula R.H. Zander
27. Entosthymenium Brid.
28. Erythrophyllastrum R.H. Zander
29. Erythrophyllopsis Broth.
30. Exobryum R.H. Zander
31. Fuscobryum R.H. Zander
32. Ganguleea R.H. Zander
33. Geheebia Schimp.
34. Gertrudiella Broth.
35. Guerramontesia M.J. Cano, J.A. Jiménez, M.T. Gallego & J.F. Jiménez
36. Gymnobarbula Jan Kučera
37. Husnotiella Cardot
38. Hydrogonium (Müll. Hal.) A. Jaeger
39. Hymenostomum R. Br.
40. Hymenostyliella E.B. Bartram
41. Hyophilopsis Cardot & Dixon
42. Hypodontium Müll. Hal.
43. Indopottia A.E.D. Daniels, R.D.A. Raja & P. Daniel
44. Kleioweisia (Limpr.) Loeske
45. Lazarenkia M.F. Boiko
46. Leptobarbula Schimp.
47. Leptodontiella R.H. Zander & E. Hegewald
48. Leptophascum (Müll. Hal.) J. Guerra & M.J. Cano
49. Limneria Stirt.
50. Ludorugbya Hedd. & R.H. Zander
51. Lydiaea Laz.
52. Merceya Schimp.
53. Merceyopsis Broth. & Dixon
54. Microcrossidium J. Guerra & M.J. Cano
55. Mironia R.H. Zander
56. Neobarbula Dusén
57. Neocardotia Thér. & E.B. Bartram
58. Neohyophila H.A. Crum
59. Neophoenix R.H. Zander & During
60. Oxystegus (Limpr.) Hilp.
61. Ozobryum G.L. Merr.
62. Pachylomidium (Broth.) R.H. Zander & B.H. Allen
63. Pachyneuropsis H.A. Mill.
64. Paraleptodontium D.G. Long
65. Pharomitrium Schimp.
66. Phasconica Müll. Hal.
67. Phascopsis I.G. Stone
68. Phascum Hedw.
69. Physedium Brid.
70. Picobryum R.H. Zander & Hedd.
71. Pleuroweisia Limpr. ex Schlieph.
72. Pleurozygodon Lindb.
73. Pottia Ehrh. ex Fürnr.
74. Pottiella (Limpr.) Gams
75. Pottiopsis Blockeel & A.J.E. Sm.
76. Prionidium Hilp.
77. Protobryum J. Guerra & M.J. Cano
78. Pseudaloina Delgad.
79. Pseudosymblepharis Broth.
80. Quaesticula R.H. Zander
81. Reimersia P.C. Chen
82. Sagenotortula R.H. Zander
83. Saitobryum R.H. Zander
84. Sarconeurum Bryhn
85. Sebillea Bizot
86. Semibarbula Herzog ex Hilp.
87. Stephanodictyon Dixon
88. Stonea R.H. Zander
89. Streblotrichum P. Beauv.
90. Streptocalypta Müll. Hal.
91. Streptopogon Wilson ex Mitt.
92. Streptotrichum Herzog
93. Teniolophora W.D. Reese
94. Tetracoscinodon R. Br. bis
95. Tetrapterum Hampe ex A. Jaeger
96. Trachycarpidium Broth.
97. Trachyodontium Steere
98. Trichostomopsis Cardot
99. Uleobryum Broth.
100. Vinealobryum R.H. Zander
101. Vrolijkheidia Hedd. & R.H. Zander
102. Weisiopsis Broth.
103. Weissiodicranum W.D. Reese
104. Willia Müll. Hal.
105. Williamsiella E. Britton
106. Zygotrichia Brid.